# Binghamton (pueblo)
Binghamton es un municipio del condado de Broome, estado de Nueva York, Estados Unidos. Tiene una población estimada, a mediados de 2022, de 4526 habitantes.
La ciudad homónima está fuera de los límites municipales y se administra en forma independiente.

## Geografía
El municipio está ubicado en las coordenadas 42°2′6″N 75°54′20″O / 42.03500, -75.90556 (42.035053, -75.905551).

## Demografía
Según el censo de 2000, en ese momento los ingresos medios de los hogares eran de $50,676 y los ingresos medios de las familias eran de $55,521. Los hombres tenían ingresos medios por $40,865 frente a los $27,424 que percibían las mujeres. Los ingresos per cápita eran de $23,747. Alrededor del 5.3% de la población estaba por debajo del umbral de pobreza.
De acuerdo con la estimación 2017-2021, los ingresos medios de los hogares son de $90,481 y los ingresos medios de las familias eran de $102,500. Alrededor del 9.7% de la población está por debajo del umbral de pobreza.